# Pawel Polijewktowitsch Schorygin
 Pawel Polijewktowitsch Schorygin, russisch Павел Полиевктович Шорыгин, englische Transkription Pavel Polievktovič Šorygin, (* 28. April 1881 in Gorki im Ujesd Kowrow, Gouvernement Wladimir; † 29. April 1939 in Moskau) war ein russischer Chemiker.

## Leben
Schorygin stammte aus einer Familie von Webereibesitzern, die Altgläubige waren. Er studierte an der Technischen Lehranstalt in Moskau (wo er 1903 mit seinem Lehrer Wassili Wassiljewitsch Scharwin seine erste wissenschaftliche Arbeit veröffentlichte) und 1903 bis 1906 in Freiburg im Breisgau, wo er 1906 als akademischer Schüler von Ludwig Gattermann promoviert wurde (Über die chemische Lumineszenz, Kristalllumineszenz und Tribolumineszenz). Danach lehrte er an der Moskauer Technischen Lehranstalt (der späteren Technischen Hochschule), erhielt 1910 seinen russischen Doktortitel an der Lomonossow-Universität und lehrte 1919 bis 1925 als Professor am Institut für Veterinärmedizin (bis zu dessen Umzug nach Leningrad), 1921 bis 1925 an dem für Forstwirtschaft und ab 1925 bis 1939 am Chemisch-Technologischen Institut (Mendelejew-Institut).
Er untersuchte vor allem organische Verbindungen mit Natrium und hier ist die Schorygin-Synthese (1907) nach ihm benannt (Anlagerung eines Natrium-Alkyl an eine C-O-Doppelbindung wie in Aldehyden oder Ketonen). Später befasste er sich mit Kohlenhydraten und Cellulose (worüber er jeweils Bücher veröffentlichte, 1938 zu Kohlenhydraten und 1939 zu Cellulose) und der Herstellung von synthetischen Fasern und war ab 1931 wissenschaftlicher Leiter am Institut für Synthetische Fasern in Mytischtschi. Wichtige Arbeiten betrafen auch die Nitrierung organischer Verbindungen.
1932 wurde er korrespondierendes und 1939 ordentliches Mitglied der Sowjetischen Akademie der Wissenschaften.
Sein Sohn Pjotr Pawlowitsch Schorygin (1911–2009) war ebenfalls Chemiker und korrespondierendes Mitglied der Russischen Akademie der Wissenschaften (1981).